# Pseudotocepheus gobletus
Pseudotocepheus gobletus är en kvalsterart som beskrevs av Chakrabarti och Durga Charan Mondal 1978. Pseudotocepheus gobletus ingår i släktet Pseudotocepheus och familjen Tetracondylidae. Inga underarter finns listade i Catalogue of Life.